# Basilica di Sant'Agostino (Annaba)
La basilica di Sant'Agostino sorge ad Annaba, l'antica Ippona, sede vescovile dello stesso Sant'Agostino, in Algeria, dove venne eretta tra il 1881 e il 1907 ispirandosi allo stile neomoresco e neobizantino.

## Galleria d'immagini

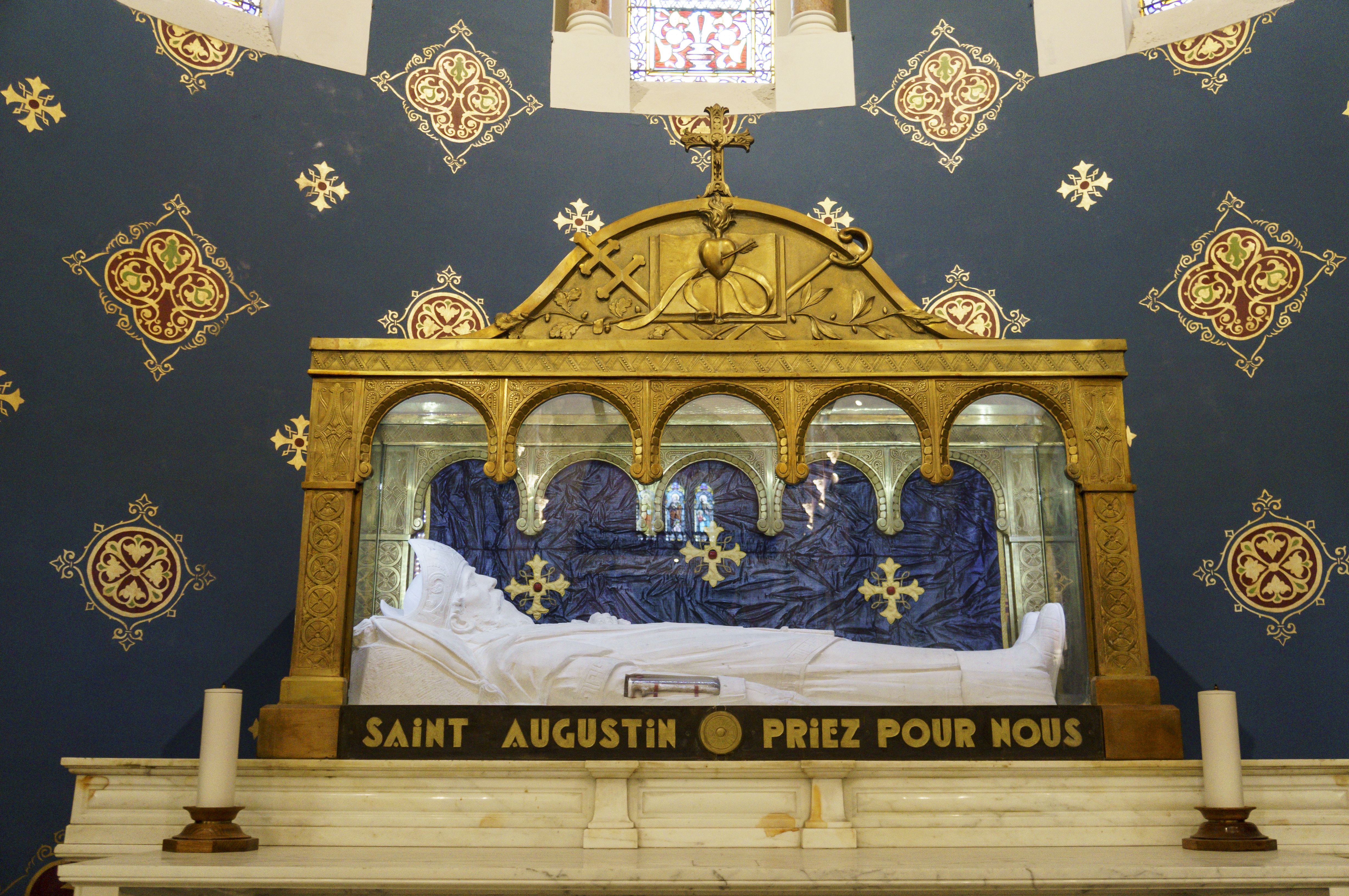
Sarcofago
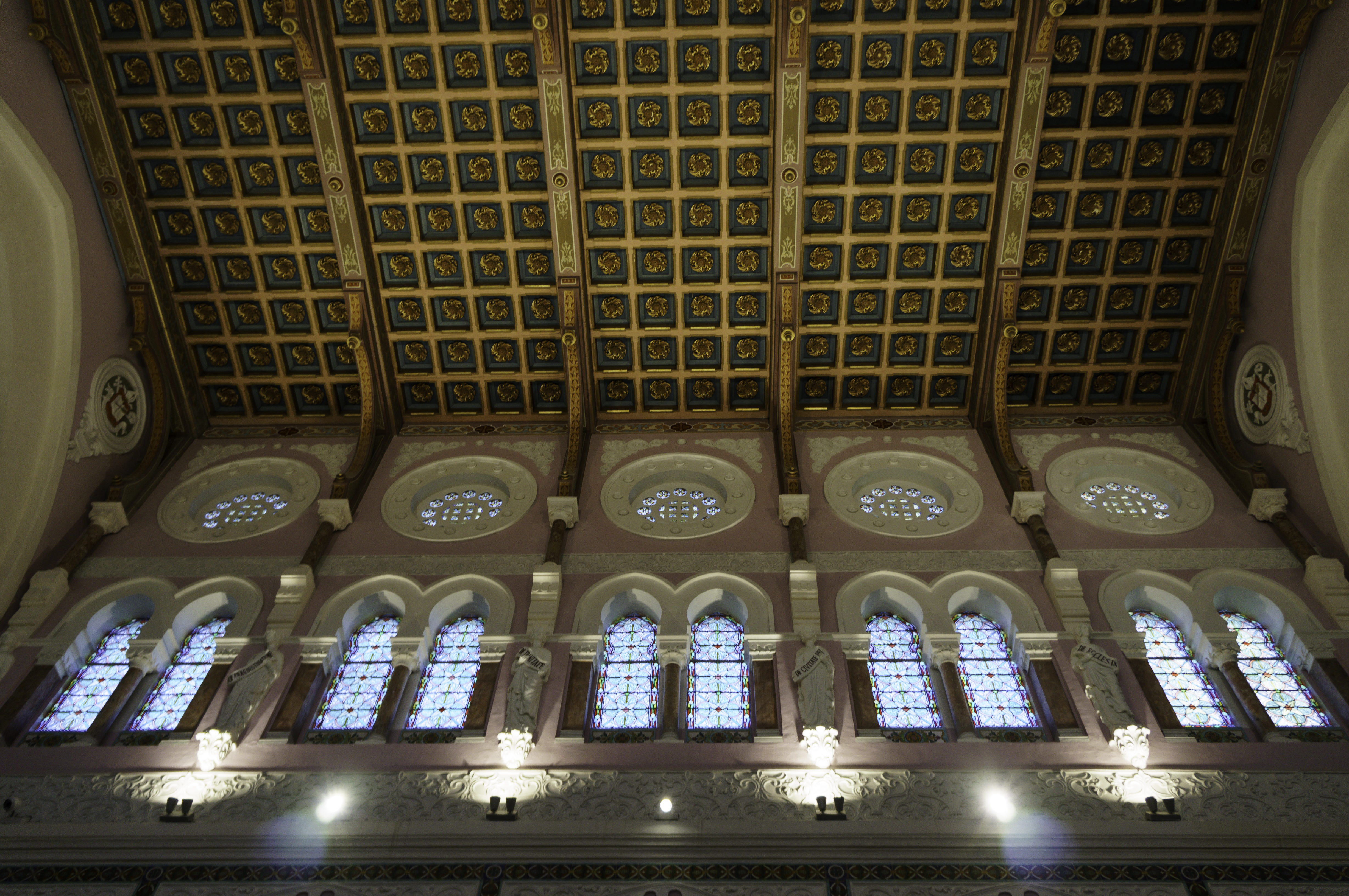
Soffitto
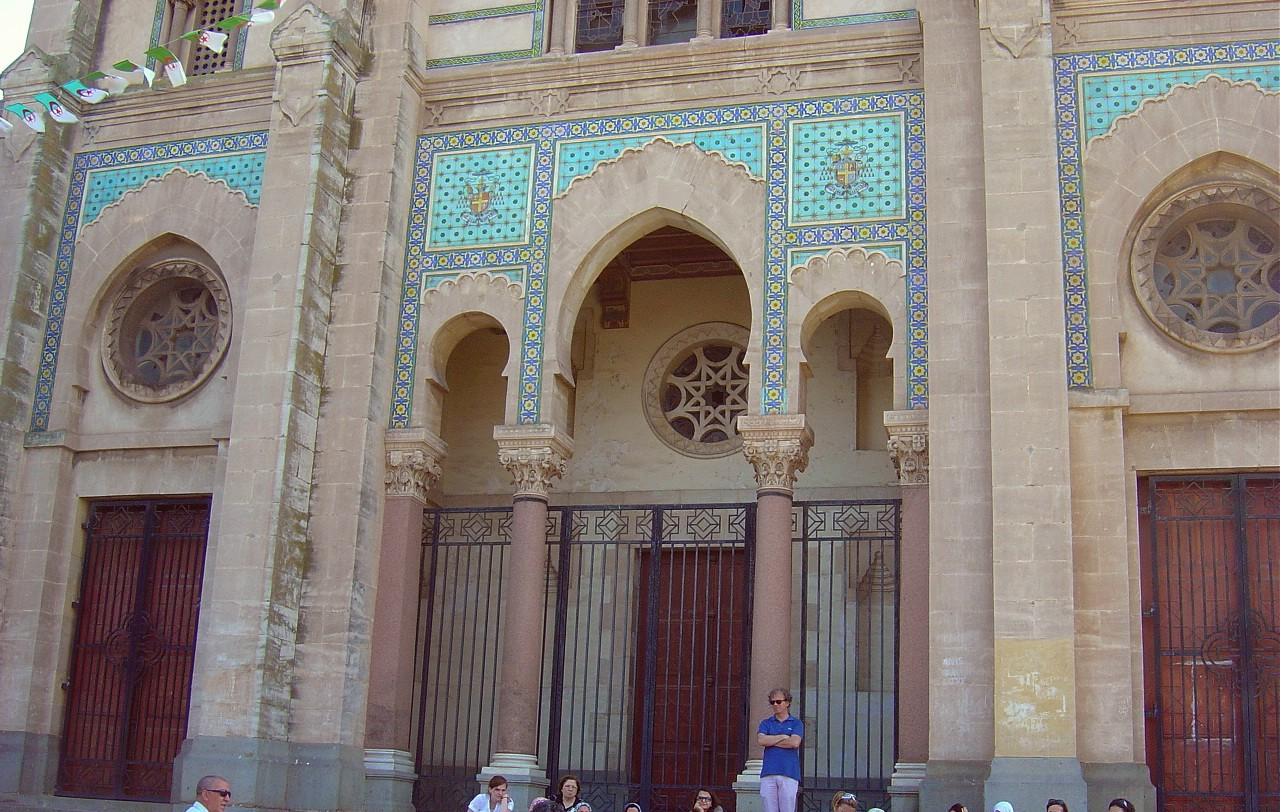
Entrata
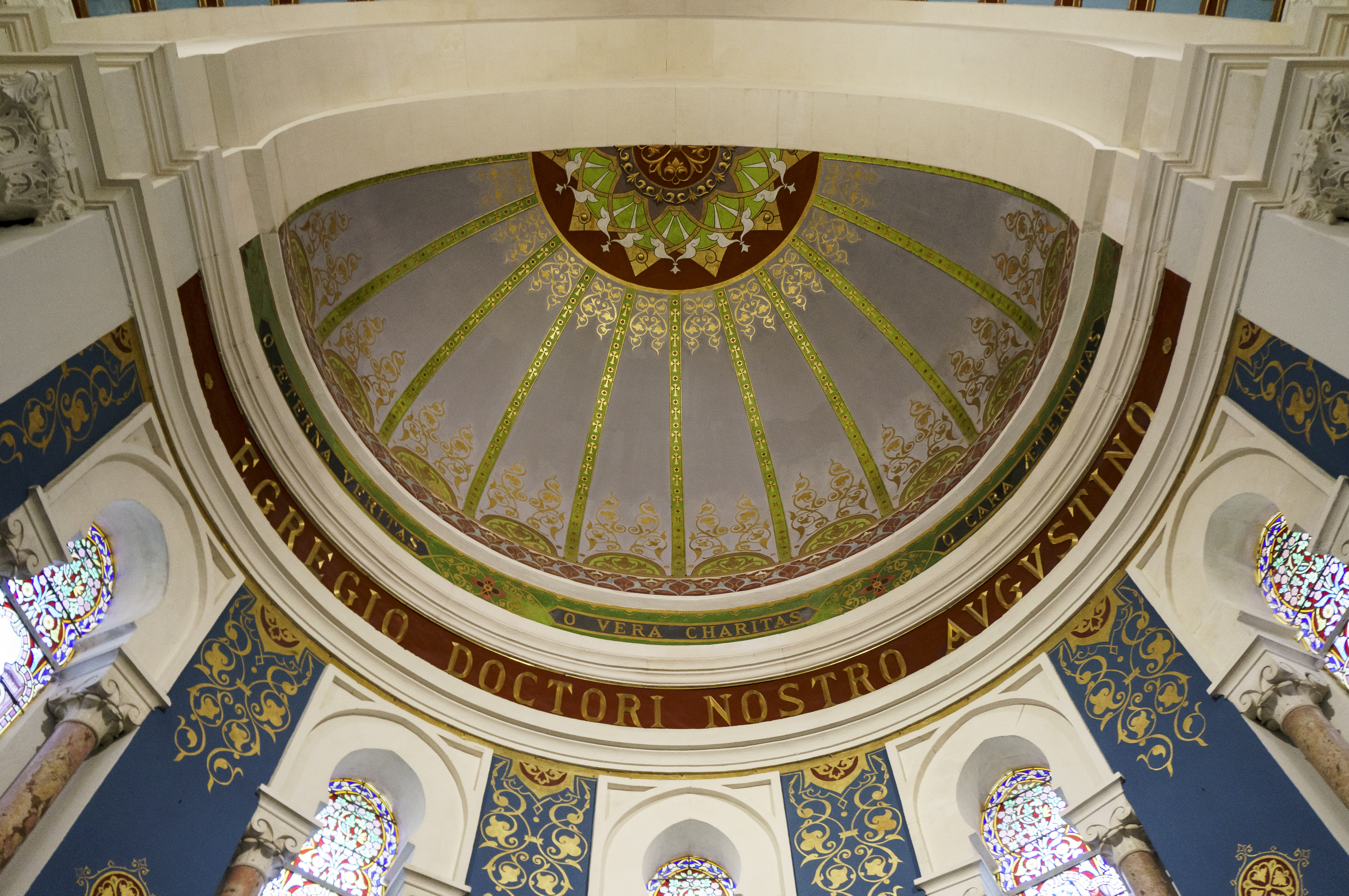
Abside